# Олимпиада (Епир)
Вижте пояснителната страница за други личности с името Олимпия.
Олимпия II от Епир (на старогръцки: Ὀλυμπιάς, Olympias, Olympias II) е царица на молосите и вожд на епиротите от династията на Еакидите (Aiakiden) през 3 век пр.н.е. Наричана е Олимпия II, за да се различава от нейната по-далечна леля Олимпия, майката на Александър Велики.

## Живот
Тя е дъщеря на цар Пир от Епир и първата му съпруга Антигона.
Олимпия II се омъжва за нейния полубрат цар Александър II от Епир († 242 пр.н.е.). Това е единствена женитба между брат и сестра между Еакидите. При смъртта на нейния брат-съпруг нейните синове Пир II и Птолемей са още малолетни и затова Олимпия поема за тях регентството. Тя сключва съюз с Деметрий II от Македония, на когото дава преди 239 пр.н.е. дъщеря си Фтия за съпруга. Тя нарежда отравянето на Тигрис, конкубината на големия си син Пир II.
, 
По-големият ѝ син умира рано, малко след като тя му предава управлението. Олимпия умира малко след нейния втори син Птолемей. Така нейната внучка Дейдамея, дъщерята на нейния син Пир, остава последният член на династията и царица на Епир (235 – 231 пр.н.е.).

## Деца
- Пир II, цар на Епир (255 – 238 пр.н.е.)
- Птолемей, цар на Епир (238 – 235 пр.н.е.)
- Фтия, втората съпруга на Деметрий II Етолик (упр. 239 – 229 пр.н.е.), царя на Македония от династията на Антигонидите